# Čímice
Čímice település Csehországban, a Klatovyi járásban. Čímice Rabí, Domoraz, Sušice, Žihobce, Žichovice, Dražovice és Podmokly településekkel határos. Lakosainak száma 158 fő (2024. január 1.).

## Népesség
A település lakosságának változását az alábbi diagram mutatja:
| Lakosok száma | 568  | 597  | 590  | 445  | 230  | 153  | 174  | 189  | 159  | 158  |
|               | 1869 | 1890 | 1921 | 1950 | 1980 | 2001 | 2017 | 2019 | 2022 | 2024 |